# Ménes Attila
Ménes Attila (Debrecen, 1961. június 11. –) magyar író, újságíró.

## Életrajza
1985 óta jelennek meg novellái és regényrészletei, melyeket az Élet és Irodalom, a Mozgó Világ, a Jelenkor, az Alföld, a Vigilia, a Tiszatáj, az Új Forrás, a Látó, a Galaktika, a Nappali Ház, a Litera.hu, az Irodalmi Centrifuga blog, a Határ, a Műút, a Fosszília, a Magyar Napló, az Irodalmi Szemle, a SiópArt és a Szombat közöl, valamint a Magyar Rádió irodalmi műsoraiban is hallhatóak.
Tagja a Szépírók Társaságának, és a Szabolcs-Szatmár-Bereg Megyei Szépíró Kör alapítója.

## Kötetei
- Képzelt testek (Széphalom Könyvműhely, Budapest, 1992)
- Gyógyulófél (Széphalom Könyvműhely, Budapest, 1994)
- Nyugati utcai rémtörténetek (JAK / Balassi, Budapest, 1996)
- A négy rántott hús (Balassi, Budapest, 2004)
- Egy délután Noémivel (Balassi, Budapest, 2007)
- Hidegdauer (Jelenkor, Pécs, 2010)
- Folyosó a Holdra (Jelenkor, Budapest, 2016)
- Műanyag szalonna. Harmsziádák (Jelenkor, Budapest, 2019)
- Amerre járok védtelen (Jelenkor, Budapest, 2022)

### Antológiák
- Élet és     Irodalom Antológia ’96 (Irodalom Kft., Budapest, 1996)
- Hasítás –     Magyar Rockantológia (Magvető, Budapest, 2008)
- Katonadolog (Szoba     Kiadó, Miskolc, 2008)
- Miskolc     KapuCíner     (Spanyolnátha, Miskolc, 2010)
- Galaktika 300 (Metropolis     Media, 2015)
- Szivárványbaleset (Jelenkor,     Budapest, 2016)
- Pokoli     aranykor     (Kieselbach Galéria, Budapest, 2017)
- Nyelv     babérral (PIM,     2020)
- Az utolsó     indiánkönyv (PIM,     2021)

### Idegen nyelvű publikációk
- Link     Budapest     (online antológia, 1997)
- Kettenbrücke     Anthologie     (Einlesebuch, München, 1999)

## Színdarabok
- Kalambó: bemutatták a Gyulai Várszínházban és a Szentendrei Nyár keretében)
- Bihari: 2016-tól 2020-ig tartotta műsoron a budapesti Katona József Színház, de bemutatták még a Debreceni Deszka Fesztiválon és Zsámbékon is

## Díjai
- Baumgarten-jutalom (2024)
- Erzsébetvárosi irodalmi ösztöndíj (2021)
- NKA alkotói ösztöndíj (2019)
- Artisjus Irodalmi Díj (2017)
- Bank Austria Literaris Found (2013)
- Móricz Zsigmond-ösztöndíj (1993)